# Weriand Alois z Windisch-Grätze
Weriand Alois kníže z Windisch-Graetze (německy Weriand Alois Leopold Ulrich Johann Paul, Fürst zu Windisch-Graetz, 31. května 1790, Štrasburk - 27. října 1867, Planina) byl kraňsko-rakouský šlechtic a velkostatkář z knížecího rodu Windischgrätzů.

## Život

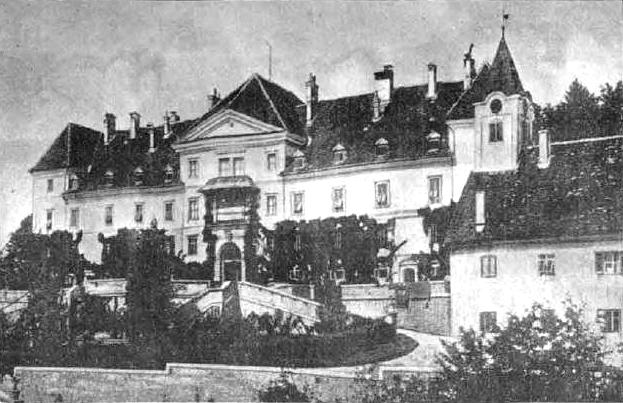
Hrad Haasberg/Hošperk (Planina), kolem roku 1925

Narodil se jako Weriand Alois Leopold Oldřich Jan Pavel, kníže z Windisch-Graetze, třetí (druhý žijící) syn hraběte Josefa Mikuláše z Windisch-Graetze a jeho manželky vévodkyně Marie Leopoldiny Františky z Arenbergu (1751–1812). Jeho starší sestra, hraběnka Žofie Luisa Vilemína z Windisch-Graetze, se provdala za prince Karla Tomáše z Löwenstein-Wertheim-Rosenbergu (syna Dominika Konstantina, prince z Löwenstein-Wertheim-Rochefortu). Jeho starší bratr Alfréd I., kníže z Windisch-Grätze, se stal císařským polním maršálem a v roce 1804 získal knížecí titul. V českých zemích se proslavil zejména jako svým nekompromisním postojem během Svatodušních bouří v Praze v roce 1848. Jeho manželka Marie Eleonora ze Schwarzenbergu (dcera knížete Josefa Adama ze Schwarzenbergu) za nevyjasněných okolností zemřela během pražských nepokojů. 
Jeho prarodiči z otcovy strany byli hrabě Leopold Karel z Windish-Graetze (1718-1746) a hraběnka Marie Antonie Josefa z Khevenhülleru (1726-1746). Protože jeho dědeček zemřel mladý, jeho otec se stal dědicem svého pradědečka, hraběte Leopolda Viktorina z Windisch-Graetze (majitele Červené Lhoty v jižních Čechách a panství Trautmannsdorf an der Leitha v Dolním Rakousku). Jeho prarodiče z matčiny strany byli Karel Maria Raimund z Arenbergu a hraběnka Luisa Markéta z Marck-Schleidenu.

### Kariéra
Z majetku pozůstalosti své matky získal řadu hradů na území dnešního Slovinska, z nichž některé brzy znovu prodal. Jeho hlavními sídly byly zámek Haasberg/Hošperk v Kraňsku (v obci Planina) a hrad Gonobitz (dnes Slovinské Konice), který získal v roce 1826 a jehož součástí byl i kartuziánský klášter Seiz. V roce 1846 krátce vlastnil zámek Žamberk s Helvíkovicemi na Orlickoústecku, zámek Podsreda v Kozje, hrad Predjama a v roce 1853 zámek Wagensberg (nyní Bogenšperk v Litiji ve Slovinsku).

### Manželství a potomstvo

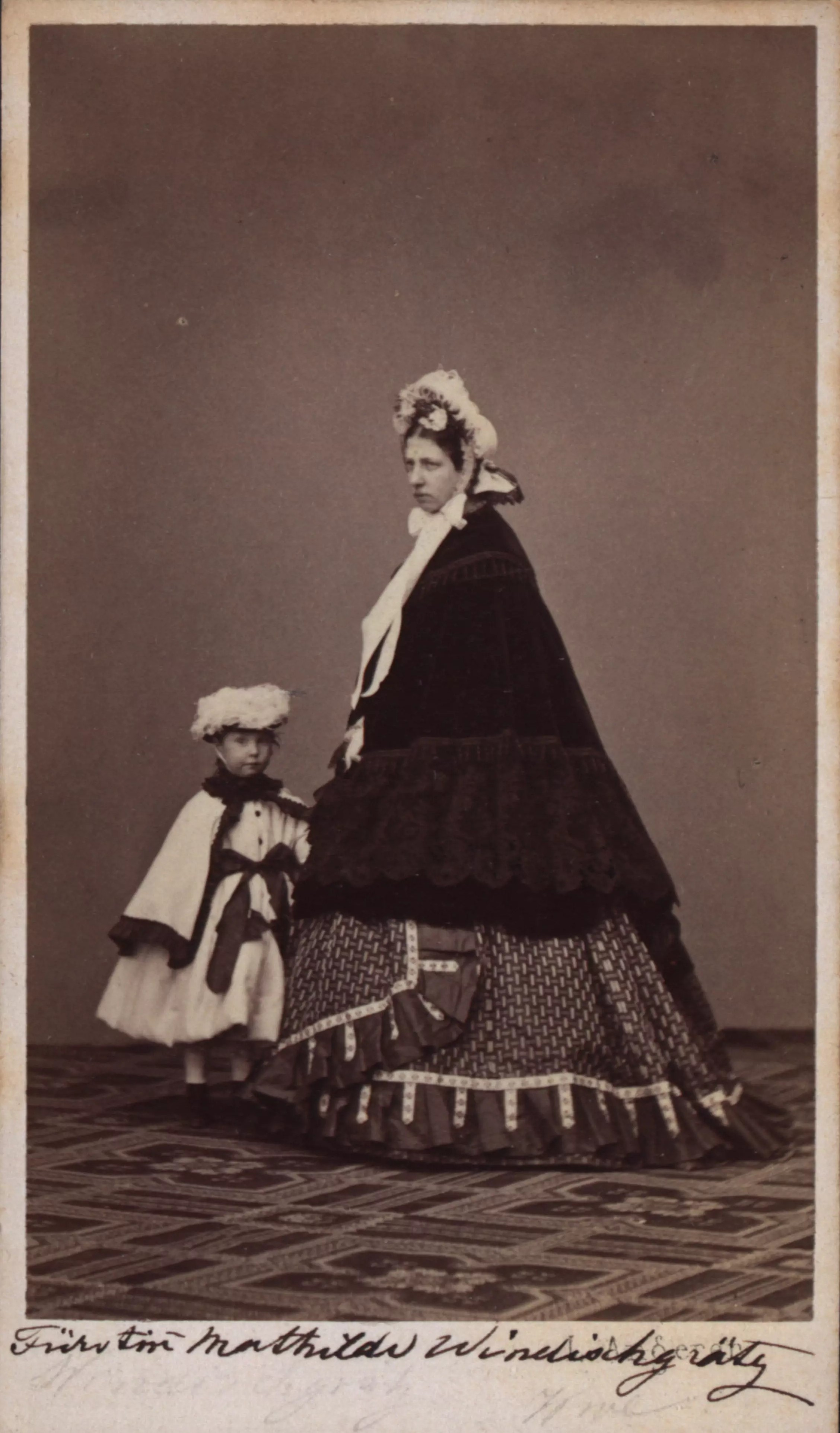
Fotografie jeho snachy (a neteře), princezny Matyldy z Windisch-Graetze, s jeho vnučkou, princeznou Eleonorou z Windisch-Graetze. FotoLudwig Angerer, kolem let 1862 –1865.

Dne 11. října 1812 se ve Vídni oženil s princeznou Marií Eleonorou Karolínou z Lobkovic (1795–1876), dcerou knížete Josefa Františka Maxmiliána z Lobkovic, a princezny Marie Karoliny ze Schwarzenbergu (dcery Jana Nepomuka I. ze Schwarzenbergu). Z jejich manželství se narodilo 5 dětí:
- Princ Karel Vincenz Weriand Josef Gabriel z Windisch-Graetze (1821–1859), v roce 1857 se oženil se svou sestřenicí, princeznou Matyldou z Windisch-Graetze, dcerou maršála knížete Alfréda I. z Windisch-Graetze. Byl zabit v bitvě u Solferina během druhé italské války za nezávislost.[6]
- Princ Hugo Alfred Adolf Philipp z Windisch-Graetze (1823–1904), v roce 1849 se oženil s vévodkyní Luisou Meklenbursko-Zvěřínskou, dcerou velkovévody Pavla Bedřicha Meklenbursko-Zvěřínského, a princezny Alexandriny Pruské.[7][8] Po její smrti v roce 1859 se oženil podruhé, když si v roce 1867 vzal princeznu Matyldu Radziwillovou, dceru knížete Bedřicha Viléma Radziwilla, 14. vévody z Nesviže (nejstaršího syna knížete Antonína Jindřicha Radziwilla), a princezny Matyldy Kristýny z Clary-Aldringenu.[9]
- Princezna Gabriela Mariana Karolína Aglaé z Windisch-Graetze (1824–1917), v roce 1852 se provdala za hraběte Bedřicha Viléma Edmunda ze Šumburka-Hluchova, syna hraběte Jindřicha Gottloba Otto Arnošta ze Šumburka-Hluchova, a princezny Marie Klementiny ze Schönburg-Waldenburgu.[10]
- Princ Arnošt Ferdinand Weriand z Windisch-Graetze (1827–1918), v roce 1870[11] se oženil s princeznou Kamilou z Oettingen-Oettingenu, dcerou knížete Otty Karla z Oettingen-Oettingenu a Oettingen-Spielbergu, a hraběnky Georginy z Königsegg-Aulendorfu [12]
- Princ Robert Jan Josef z Windisch-Graetze (1831–1913), zemřel svobodný. [13]

### Závěr života a odkaz
Kníže Weriand Alois z Windisch-Grätze zemřel na zámku Haasberg/Hošperk dne 27. října 1867. Protože jeho nejstarší syn zemřel v roce 1859, ještě za otcova života a bez mužských potomků, stal se pokračovatelem rodu jeho druhorozený syn Hugo Alfred, druhý kníže z Windisch-Graetze.
Prostřednictvím svého syna Huga byl dědečkem Huga Werianda, 3. knížete z Windisch-Graetze, který se oženil s princeznou Marií Kristianou z Auerspergu (dcerou knížete Vincence Karla z Auerspergu);  princezny Alexandriny (manželky hraběte Rudolfa z Khevenhüller-Metsche),  a Marie Gabriely (která se provdala za svého bratrance, vévodu Pavla Bedřicha Meklenburského) ad.